# Chaetostricha dimidiata
Chaetostricha dimidiata is een vliesvleugelig insect uit de familie Trichogrammatidae. De wetenschappelijke naam is voor het eerst geldig gepubliceerd in 1851 door Walker.